# 5321 Яґрас
5321 Яґрас (5321 Jagras) — астероїд головного поясу, відкритий 14 листопада 1985 року.
Тіссеранів параметр щодо Юпітера — 3,352.